# Hệ thống đơn đảng
Quốc gia đơn đảng hay hệ thống độc đảng hay hệ thống đơn đảng hay chế độ đảng trị là hình thức chính quyền có hệ thống đảng do một đảng chính trị thành lập chính quyền và không cho các đảng khác được phép đưa ứng cử viên của mình ra tranh cử. Thỉnh thoảng cụm từ "Nhà nước đơn đảng trên thực tế" (de facto single-party state) được dùng cho hệ thống đảng thống trị để chỉ nơi luật hay việc làm bất bình đẳng để ngăn chặn các đảng đối lập nắm chính quyền. Một số nước đơn đảng chỉ đặt các đảng đối lập, các đảng liên minh dưới quyền ngoài vòng pháp luật và tồn tại như một phần của mặt trận Tổ quốc. Tùy theo mức độ kiểm soát người dân, người ta chia nó ra làm chế độ hỗn hợp, chính thể đầu sỏ, chế độ quân phiệt, chế độ quân chủ...
Không nên lẫn lộn hệ thống đơn đảng khác với nền dân chủ không đảng phái, nơi cấm tất cả các đảng hoạt động. Ngoài ra, một số quốc gia đơn đảng có thể cho phép các thành viên không đảng phái điều hành các ghế lập pháp như trường hợp phong trào Đảng Ngoại của Đài Loan vào những thập niên 1970 và 1980.
Trong hầu hết các trường hợp, các quốc gia đơn đảng đã phát triển tư tưởng từ Chủ nghĩa phát xít, Xã hội chủ nghĩa hoặc chủ nghĩa dân tộc, đặc biệt trong quá trình giành độc lập từ sự cai trị của thực dân. Hệ thống đơn đảng thường xuất phát từ quá trình phi thực dân hóa, vì đảng ấy đã có vai trò lãnh đạo trong các cuộc đấu tranh giải phóng hay giành độc lập.
Những nguyên nhân dẫn đến chế độ đơn đảng ở các quốc gia không giống nhau. Theo lý thuyết những người theo chủ nghĩa phát xít, sự cầm quyền của một đảng phát xít là tất yếu của vận động xã hội, một nhà nước mạnh để bảo đảm chủ nghĩa quốc gia, chống sự đe dọa từ nước ngoài. Những người cộng sản chính thống cho rằng chế độ một đảng cộng sản là tất yếu của quá trình xóa bỏ chủ nghĩa tư bản để tiến lên chủ nghĩa cộng sản, đảng dẫn dắt nhân dân lao động làm chủ và khi quyền làm chủ của nhân dân lao động được thể hiện, đảng cũng sẽ dần thu hẹp vai trò chính trị. Nhiều nước có chế độ một đảng sau độc lập thường được xem là tất yếu của một phong trào giải phóng dân tộc duy nhất hay phong trào giải phóng dân tộc chủ yếu. Tuy nhiên không phải nước nào sau độc lập cũng có chế độ một đảng (nhiều nước sau một quá trình lịch sử mới chuyển sang chế độ một đảng, thường là do sự lớn mạnh của chủ nghĩa cộng sản, chủ nghĩa xã hội và ở chiều đối nghịch để chống lại). Một số nước chế độ đa đảng yếu đã đưa đến chế độ một đảng (ở đây không tính hệ thống đa đảng trong một mặt trận chung mà một đảng có vị trí lớn). Ngoài ra chế độ một đảng có thể xuất hiện trước yêu cầu bảo vệ đất nước (thường là một đảng theo chủ nghĩa dân tộc).
Những nơi đảng cầm quyền tán thành Chủ nghĩa Marx-Lenin, hệ thống nhà nước đơn đảng thường được gọi là xã hội chủ nghĩa. Những nước như vậy cũng được mô tả như chủ nghĩa cộng sản, mặc dù họ không dùng thuật ngữ "Nhà nước cộng sản chủ nghĩa" để nói về họ. Những nền cộng hòa xã hội như Cuba có vai trò lãnh đạo của Đảng Cộng sản được quy định trong hiến pháp, và không đảng nào được vận động hay điều hành các ứng cử viên trong bầu cử, bao gồm cả đảng cộng sản. Các ứng cử viên được bầu trên cơ sở trưng cầu dân ý cá nhân mà không có sự can dự của đảng một cách chính thức dù cho các hội đồng lập pháp được bầu ra chủ yếu bao gồm các thành viên của đảng thống trị cùng với các ứng cử viên không liên kết.

## Ví dụ

### Các quốc gia đơn đảng hiện nay
Từ khi khối Xã hội chủ nghĩa Đông Âu bị sụp đổ, số quốc gia có hệ thống độc đảng đã sụt giảm. Danh sách sau đây gồm một số nước đơn đảng được thành lập hợp pháp và tên của đảng nắm quyền (đây là danh sách không đầy đủ, một số quốc gia đơn đảng không được nhắc tới):
- Cuba (Đảng Cộng sản Cuba)
- Cộng hòa Nhân dân Trung Hoa (theo hiến pháp thì có 8 đảng tham gia chính trị, trong đó Đảng Cộng sản Trung Quốc lãnh đạo Hội nghị Hiệp thương Chính trị Nhân dân Trung Quốc. )
- Cộng hòa Dân chủ Nhân dân Triều Tiên (Đảng Lao động Triều Tiên lãnh đạo Mặt trận Dân chủ Thống nhất Tổ quốc, về mặt pháp lý có 03 đảng tham gia chính trị)
- Cộng hòa Dân chủ Nhân dân Lào (Đảng Cách mạng Nhân dân Lào lãnh đạo Mặt trận Xây dựng Tổ quốc Lào)
- Cộng hòa Xã hội chủ nghĩa Việt Nam (Đảng Cộng sản Việt Nam lãnh đạo Mặt trận Tổ quốc Việt Nam)
- Syria (Đảng Baath lãnh đạo Mặt trận Tiến bộ Quốc gia, về mặt pháp lý có nhiều đảng tham gia chính trị)
- Eritrea (Mặt trận Nhân dân vì Dân chủ và Công lý)
- Turkmenistan (Đảng Dân chủ Turkmenistan)
- Iran (Hội đồng bảo vệ Cách mạng Hồi giáo), thực chất không phải một đảng

Ngoài ra có một số quốc gia có hệ thống đa đảng, nhưng có 1 đảng nắm vai trò then chốt trong thời gian dài (ví dụ như Singapore, Nga, Campuchia, Cameroon, Gabon, Tanzania...). Điều này cũng từng xảy ra ở Ấn Độ, Mexico, Nhật Bản, Thụy Điển,.v.v.
Trong chế độ thuộc địa, các chính quốc thường ngăn chặn các đảng cánh tả mà họ cho là có hơi hướng độc lập đi đến đại đồng, nhưng lại hay chấp nhận các đảng cánh hữu ủng hộ chế độ thuộc địa, bảo hộ hay đấu tranh tự trị, hay độc lập từ từ mà không tổn hại đến lợi ích nước bảo hộ. Gabon, Bờ Biển Ngà,... là các ví dụ chế độ một đảng thân Pháp sau khi độc lập. Nhiều thuộc địa được phép lập đảng, và sau khi chuyển các chế độ quản lý, vẫn hình thành chế độ đa đảng như Réunion, New Caledonia, Puerto Rico, Turks và Caicos, Gibraltar... hay ở Hồng Kông trước đây. Tại các vùng này thường các đảng cánh hữu vẫn ủng hộ cho liên kết chặt chẽ với "chính quốc" cũ, các đảng cánh tả có xu hướng tăng quyền tự trị, hoặc đi đến độc lập. Phần lớn các vùng này hầu hết là dân di cư.

### Các quốc gia đơn đảng trước đây
Các quốc gia điển hình bao gồm:
- Nhiều chính phủ các nước Châu Phi ở vùng phụ cận sa mạc Sahara sau độc lập, ngoại trừ Eritrea, đã chuyển sang hệ thống đa đảng
- Những nước xã hội chủ nghĩa tại Đông Âu trước khi Liên Xô sụp đổ.
- Liên bang Cộng hòa Xã hội Chủ nghĩa Xô viết
- Trung Hoa Dân Quốc
- Đức Quốc Xã
- Phát xít Ý
- Tiểu vương quốc Hồi giáo Afghanistan